# أنغا شتيفان
أنغا شتيفان (بالإنجليزية: Anja Štefan)‏ (2 أبريل 1969، شيمبتر بري غريتسي في إيطاليا)؛ كاتِبة مُتخصِّصة في أدب الأطفال وشاعرة سلوفينية.